# Convenzione di Vienna sul diritto dei trattati
La Convenzione di Vienna sul diritto dei trattati (in inglese Vienna Convention on the Law of Treaties - VCLT) è un trattato internazionale regolante il diritto internazionale consuetudinario (o non scritto), in particolare riguardo ai trattati tra Stati.
Conosciuto informalmente come il "trattato sui trattati", il documento stabilisce linee guida, regole e procedure operative complete su come i trattati sono redatti, definiti, modificati e interpretati, andando a definire nello specifico il trattato internazionale come “un accordo scritto tra paesi soggetti al diritto internazionale che stabilisce il loro consenso alla creazione, all'alterazione o alla cessazione dei loro diritti e obblighi, come stabilito nel trattato”.
Il trattato è stato adottato il 22 maggio 1969 e aperto alla firma il 23 maggio, entrando in vigore il 27 gennaio 1980. Ad ottobre 2018 il trattato vincola 116 Stati.

## Storia
La Convenzione fu sottoposta all'Assemblea generale delle Nazioni Unite nel 1966. A elaborare la Convenzione fu la Commissione del diritto internazionale. L'Assemblea generale convocò una conferenza con lo scopo di far adottare il trattato (risoluzione 2166 - XXI). La conferenza si svolse in due sessioni, tra 1968 e 1969, e il 22 maggio 1969 adottò il trattato.
La convenzione ha trovato ambiti applicativi anche per quanto riguarda gli Agreement del GATT e la CEDU.

## Contenuto
Nelle pratiche del diritto internazionale, la Convenzione è l'autorità legale sulla formazione e gli effetti di un trattato.
Tra le varie disposizioni, si ricordano le più rilevanti:
- L'Art. 1 del VCLT limita l'applicazione della convenzione ai trattati scritti tra Stati, esclusi i trattati conclusi tra gli Stati e le organizzazioni internazionali o tra organizzazioni internazionali.
- L'Art. 11 definisce il "mezzo di espressione del consenso ad essere vincolato da un trattato", compresa la ratifica, l'accettazione, l'approvazione o l'adesione.
- L'Art. 26 definisce il principio del “pacta sunt servanda”, locuzione latina indicante l’obbligo per gli Stati di mantenere gli accordi presi;
- L'Art. 28 stabilisce il principio di irretroattività dei trattati internazionali;
- L'Art. 53 definisce lo ius cogens, ossia una serie di norme consuetudinarie che sono poste a tutela di valori considerati universalmente fondamentali e a cui non si può in nessun modo derogare;
- L'Art. 62 definisce il “cambiamento fondamentale delle circostanze” come un criterio atto a determinare la validità o l'invalidità di un trattato;
- L'Art. 77, infine, definisce il depositario, l'organizzazione o la persona che detiene un trattato multilaterale.